# Язно (Псковская область)
Язно — деревня в Невельском районе Псковской области России. Входит в состав Плисской волости.

## География
Расположена на южном побережье озера Язно, в 40 км к западу от райцентра, города Невель, и в 22 км к западу от деревни Ловец. Восточнее находится деревня Уставное.

## Население
| 2001 | 2002 | 2010 |
| ---- | ---- | ---- |
| 77   | ↘68  | ↘49  |

Численность населения деревни по оценке на начало 2001 года составляла 77 человек.

## История
С января 1995 до декабря 2005 года деревня входила в состав ныне упразднённой Ловецкой волости.